# 萨默贝格
萨默贝格是德国巴伐利亚州的一个市镇。总面积33.39平方公里，总人口2669人，其中男性1289人，女性1380人（2011年12月31日），人口密度80人/平方公里。